# Deutscher Luftsportverband

Wimpel des Deutschen Luftsportverbands

Der Deutsche Luftsportverband (DLV e. V.) war ein im März 1933 von der NSDAP gegründeter Verein. Offiziell der nationale Dachverband für den Luftsport, war er in Wirklichkeit eine paramilitärische Tarnorganisation zum Aufbau der Luftwaffe. Mit ihm wurde die einheitliche Basis für die militärische Fliegerausbildung gelegt. Nachfolger wurde 1937 das Nationalsozialistische Fliegerkorps.

## Gründung
Bereits Ende März 1933 – noch vor der Errichtung des Reichsluftfahrtministeriums – wurden von Hermann Göring als Reichskommissar für die Luftfahrt sämtliche Luftsportorganisationen neu geordnet. In der offiziellen Gründungsversammlung am 25. März 1933 wurden von der Rhön-Rossitten-Gesellschaft, dem Aero-Klub von Deutschland, dem Deutschen Luftfahrt-Verband und dem Nationalsozialistischen Fliegerkorps der Deutsche Luftsportverband als einheitlich nationaler Verband gegründet. Die Verbände lösten sich anschließend auf, nur der Aero-Klub von Deutschland blieb als reine Repräsentation gegenüber dem Ausland bestehen. Sämtliche Einrichtungen der oben aufgeführten Verbände, ihre Übungseinrichtungen und Fliegerschulen gingen auf den DLV über. Erster Präsident wurde Bruno Loerzer, ein Freund Hermann Görings und Jagdflieger im Ersten Weltkrieg. Nach Offenlegung der Luftwaffe im Jahre 1935 trug der Präsident des DLV den Titel Reichsluftsportführer. Oberst Albrecht Mahnke wurde von 1935 bis 1937 zweiter und letzter Präsident und Reichsluftsportführer.
Die Hauptaufgabe des neuen Verbandes, der unter der „gemeinsamen Leitung des Luftfahrtministeriums, des Reichswehrministeriums und der Obersten SA-Führung“ stand und in engster Verbindung sowohl mit der Reichswehr und der Polizei wie auch mit der SA, SS, dem Stahlhelm, der Hitlerjugend und dem Arbeitsdienst arbeitete, war die militärische Fliegerausbildung.

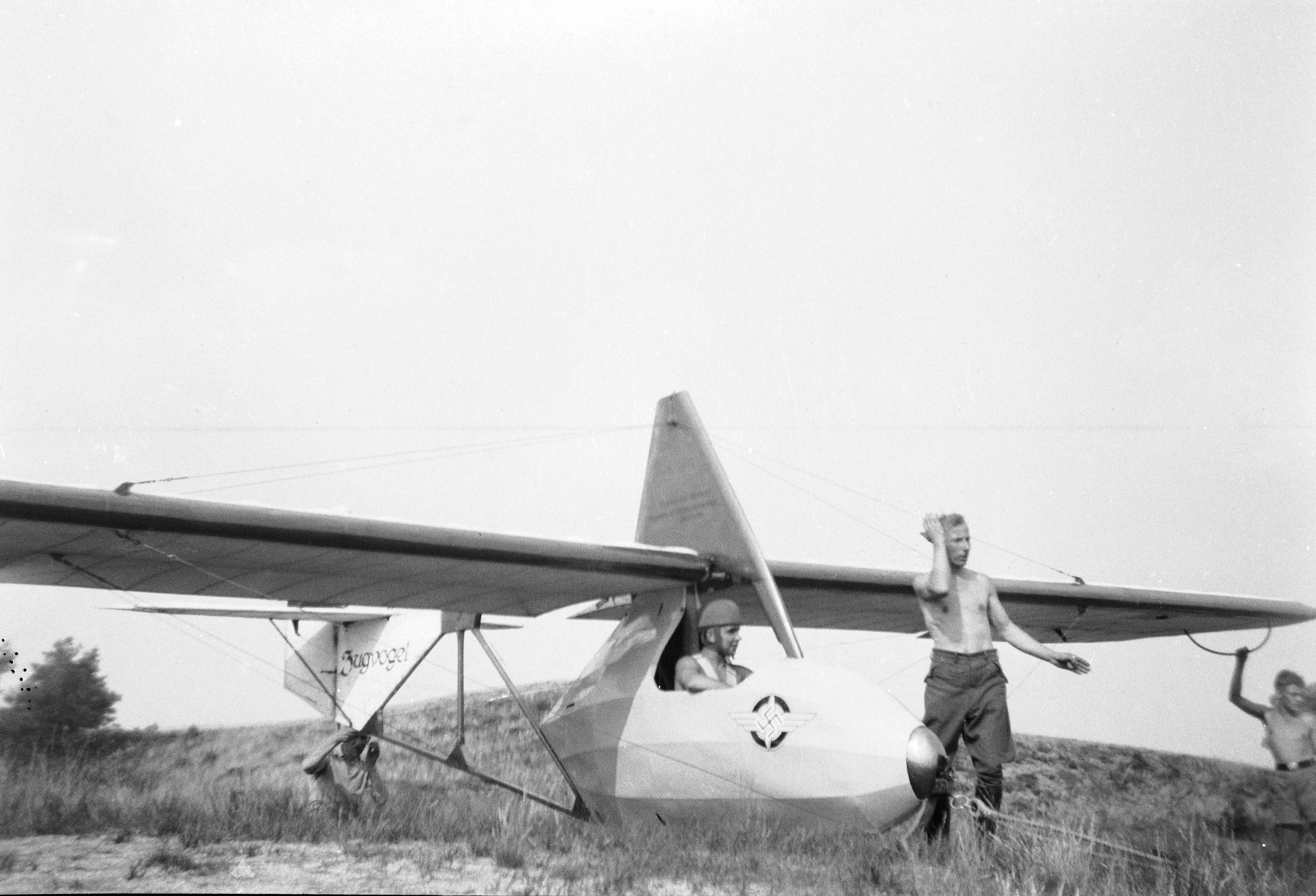
Für die Flugausbildung genutzter Schulgleiter Grunau 9 des DLV

Die Fliegerstürme der SA wurden aus der SA herausgelöst und dem DLV eingegliedert. Am 21. Juni 1933 fand in Berlin eine gemeinsame Besprechung der Führer der SA und SS-Fliegerstürme statt, bei der die Überleitung der Fliegerstürme in den DLV vollzogen und die Richtlinien für den einheitlichen Aufbau der gesamten deutschen „Sportluftfahrt“ festgelegt wurden. Anlässlich dieser Besprechung richtete Göring einen Aufruf an die deutschen Flieger (in: Die Luftwacht, Juni 1933), in dem es unter anderem hieß:

„Der Führer hat angeordnet, alle Kräfte der deutschen Luftfahrt einheitlich zusammenzufassen. Ich bin daher mit den Stabschefs der SA und dem Reichsführer der SS übereingekommen, diese Kräfte im Rahmen des Deutschen Luftsportverbandes zusammenzufassen. Sie werden dort den Grundstock neuer Fliegerstürme bilden.“

Die Herauslösung der Fliegerstürme aus der SA bedeutete keineswegs eine Schwächung der Kriegsfliegerausbildung, sondern im Gegenteil ihre Erweiterung. Im Übrigen hatten auch die Mitglieder des DLV durch das im Dezember 1933 erlassene Reichsluftfahrtgesetz dieselben Rechte erhalten wie die Mitglieder der SA, SS und des Stahlhelms, dessen Flugzeugstaffeln ebenfalls in den DLV eingegliedert worden waren.

## Fliegerschaft
Die Soldaten des Reichsheeres, die von 1933 bis zur Enttarnung der Luftwaffe 1935 in den Befehlsbereich des Reichsluftfahrtministeriums übertraten, wurden formal aus dem aktiven Dienst verabschiedet und in die Fliegerschaft aufgenommen, die dem DLV korporativ angeschlossen war. In diese Unterorganisation konnten die Führungsstellen des DLV nicht hineinbefehlen. Diese Soldaten führten neben ihrem früheren Dienstgrad mit Zusatz „a. D.“ einen Führerrang des DLV und besondere Kennzeichen an der Uniform (seit 10. April 1934 mit zwei Schulterlitzen/-klappen statt einer). 1935 wurde die Uniform der DLV-Fliegerschaft mit geringfügigen Veränderungen (militärische Schulterstücke/-klappen usw.) zur Uniform der Luftwaffe.

## Rangbezeichnungen des DLV
| Luftsportrang                                                                         | vergleichbarer militärischer Dienstgrad |
| ------------------------------------------------------------------------------------- | --------------------------------------- |
| DLV-Fliegerchef                                                                       | Generalleutnant                         |
| DLV-Fliegervizechef                                                                   | Generalmajor                            |
| DLV-Fliegerkommodore                                                                  | Oberst                                  |
| DLV-Fliegervizekommodore                                                              | Oberstleutnant                          |
| DLV-Fliegerkommandant                                                                 | Major                                   |
| DLV-Fliegerkapitän                                                                    | Hauptmann                               |
| DLV-Schwarmführer                                                                     | Oberleutnant                            |
| DLV-Kettenführer                                                                      | Leutnant                                |
| DLV-Obermeister (Oberflugmeister, Oberfunkmeister, Oberortermeister, Oberwerkmeister) | Oberfeldwebel                           |
| DLV-Meister                                                                           | Feldwebel                               |
| DLV-Untermeister                                                                      | Unterfeldwebel                          |
| DLV-Flugzeugführer (Bordfunker, Oberwart)                                             | Unteroffizier                           |
| DLV-Hilfsflugzeugführer (Hilfsbordfunker, Unterwart)                                  | Gefreiter                               |
| DLV-Oberflieger                                                                       | Oberflieger                             |
| DLV-Flieger                                                                           | Flieger                                 |

## Auflösung
1937 wurde der DLV aufgelöst und die Nachfolgeorganisation Nationalsozialistisches Fliegerkorps (NSFK) wurde gegründet. Das NSFK war eine Körperschaft des öffentlichen Rechts und unterstand damit dem Reichsluftfahrtminister Hermann Göring.